# Чиригуана
Чиригуана (исп. Chiriguaná) — город и муниципалитет на северо-востоке Колумбии, на территории департамента Сесар.

## История
Поселение из которого позднее вырос город было основано 8 сентября 1530 года.

## Географическое положение

Муниципалитет Чиригуана

Город расположен в центральной части департамента, на расстоянии приблизительно 125 километров к юго-юго-западу (SSW) от Вальедупара, административного центра департамента. Абсолютная высота — 62 метра над уровнем моря.

Муниципалитет Чиригуана граничит на севере с муниципалитетами Эль-Пасо и Ла-Хагуа-де-Ибирико, на юге — с муниципалитетом Курумани, на западе — с муниципалитетом Чимичагуа, на северо-западе — с муниципалитетом Астреа. На востоке административная граница муниципалитета совпадает с участком государственной границы с Венесуэлой.
Площадь муниципалитета составляет 1131,59 км².
Среднегодовая температура воздуха — 30 °C.

## Население
По данным Национального административного департамента статистики Колумбии, совокупная численность населения города и муниципалитета в 2012 году составляла 20 439 человек.
Динамика численности населения муниципалитета по годам:
| 2005   | 2006   | 2007   | 2008   | 2009   | 2010   | 2011   | 2012   |
| ------ | ------ | ------ | ------ | ------ | ------ | ------ | ------ |
| 22 146 | 21 921 | 21 680 | 21 444 | 21 192 | 20 945 | 20 691 | 20 439 |

Согласно данным переписи 2005 года мужчины составляли 51 % от населения Чиригуаны, женщины — соответственно 49 %. В расовом отношении белые и метисы составляли 79,5 % от населения города; негры, мулаты и райсальцы — 3,6 %; индейцы — 0,1 %.
Уровень грамотности среди всего населения составлял 85,2 %.

## Экономика
Основу экономики Чиригуаны составляют сельскохозяйственное производство и горнодобывающая промышленность (добыча ископаемого угля). На территории муниципалитета выращивают кукурузу, сорго, маниок, кофе, сахарный тростник, бананы, рис. Развито животноводство.

56,4 % от общего числа городских и муниципальных предприятий составляют предприятия торговой сферы, 35 % — предприятия сферы обслуживания, 7,6 % — промышленные предприятия, 1 % — предприятия иных отраслей экономики.